# Italiaans Formule 4-kampioenschap
Het Italiaanse Formule 4-kampioenschap is het eerste Formule 4-kampioenschap, gehouden in Italië. Het werd opgericht in 2014.
De Formule 4 is opgericht door de FIA in maart 2013 voor jonge coureurs die vanuit het karting willen overstappen naar formulewagens, maar andere klassen zoals de Formule Renault 2.0 en de Formule 3 niet kunnen betalen. Het Italiaanse kampioenschap werd opgericht door de ACI-CSAI, de Italiaanse nationale autosportbond, als vervanger van de Formule Abarth. Het was na het Australische Formule 4-kampioenschap het tweede kampioenschap dat werd gelanceerd, maar de eerste die daadwerkelijk werd georganiseerd, aangezien het Australische kampioenschap in 2015 begon.

## Auto
De auto's worden geleverd door Tatuus, terwijl Abarth de motoren levert.
- Chassis: Koolstofvezel, monocoque.
- Motor: Fiat (Abarth-gemerkt), inline 4, 1400cc, 160 pk.
- Banden: Pirelli.
- Engine control unit: Magneti Marelli.
- Smeersysteem: Dry-sumpsysteem.
- Koeling: Water- en luchtkoeling.
- Transmissie: Sequential Sadev, zes versnellingen.
- Brandstof: Panta Racing Fuel.

## Resultaten
| Seizoen | Kampioen              | Team                  | Tweede           | Derde             | Subkampioen                                             |
| ------- | --------------------- | --------------------- | ---------------- | ----------------- | ------------------------------------------------------- |
| 2024    | Freddie Slater        | Prema Racing          | Jack Beeton      | Hiyu Yamakoshi    | Alex Powell (Rookie)                                    |
| 2023    | Kacper Sztuka         | US Racing             | Ugo Ugochukwu    | Arvid Lindblad    | Arvid Lindblad (Rookie) Tina Hausmann (Woman Trophy)    |
| 2022    | Andrea Kimi Antonelli | Prema Racing          | Alex Dunne       | Rafael Câmara     | Andrea Kimi Antonelli (Rookie) Maya Weug (Woman Trophy) |
| 2021    | Oliver Bearman        | Van Amersfoort Racing | Tim Tramnitz     | Kirill Smal       | Nikita Bedrin (Rookie) Maya Weug (Woman Trophy)         |
| 2020    | Gabriele Minì         | Prema Powerteam       | Francesco Pizzi  | Dino Beganovic    | Gabriele Minì (Rookie)                                  |
| 2019    | Dennis Hauger         | Van Amersfoort Racing | Gianluca Petecof | Paul Aron         | Paul Aron (Rookie)                                      |
| 2018    | Enzo Fittipaldi       | Prema Theodore Racing | Leonardo Lorandi | Olli Caldwell     | Petr Ptáček (Rookie)                                    |
| 2017    | Marcus Armstrong      | Prema Powerteam       | Job van Uitert   | Lorenzo Colombo   | Leonardo Lorandi (Rookie) Sophia Flörsch (Woman Trophy) |
| 2016    | Marcos Siebert        | Jenzer Motorsport     | Mick Schumacher  | Raúl Guzmán       | Jüri Vips (Rookie) Fabienne Wohlwend (Woman Trophy)     |
| 2015    | Ralf Aron             | Prema Powerteam       | Zhou Guanyu      | Robert Shwartzman | Julia Pankiewicz (Woman Trophy)                         |
| 2014    | Lance Stroll          | Prema Powerteam       | Mattia Drudi     | Andrea Russo      | Brandon Maïsano (Trophy)                                |